# Безитрамид
Безитрамид — наркотический анальгетик. Был получен компанией Janssen Pharmaceutica в 1961. Входит в список I перечня наркотических средств Российской Федерации.
Препарат был снят с полок магазинов в Нидерландах в 2004 году после смертельных случаев передозировки, в том числе, когда пятилетний ребенок взял одну таблетку из сумочки своей матери, съел ее и вскоре умер.
Безитрамид регулируется почти так же, как морфин во всех известных юрисдикциях, и является веществом списка II в соответствии с Законом Соединенных Штатов о контролируемых веществах.